# Hố va chạm
Hố va chạm là một vùng trũng hình tròn hoặc gần tròn trên bề mặt của một hành tinh, vệ tinh tự nhiên hay các thiên thể khác trong Hệ Mặt Trời được hình thành từ sự va chạm với vận tốc cực cao của các thiên thể nhỏ vào bề mặt của các thiên thể lớn hơn. Khác với miệng núi lửa là kết quả của các vụ nổ hoặc sự sụp đổ từ bên trong , các hố va chạm đặc biệt nhô cao ở các rìa và đáy có địa hình thấp hơn địa hình xung quanh . Các hố va chạm có nhiều kích thước khác nhau như các vùng trũng nhỏ, đơn giản có dạng chén đến các bồn trũng lớn, phức tạp và có nhiều vòng tròn. Các hố va chạm do thiên thạch có lẽ là một ví dụ về hố va chạm nhỏ phổ biến nhất trên bề mặt Trái Đất.

## Danh sách các hố va chạm

### Trên Trái Đất
Trên Trái Đất các hố va chạm được nghiên cứu gồm:
- Hố va chạm Barringer, aka Meteor Crater (Arizona, Hoa Kỳ)
- Hố va chạm Chesapeake Bay (Virginia, Hoa Kỳ)
- Hố va chạm Chicxulub (Mexico)
- Clearwater Lakes (Quebec, Canada)
- Hố va chạm Gosses Bluff (Lãnh thổ Bắc Úc, Úc)
- Hố va chạm Haughton (Nunavut, Canada)
- Hố va chạm Kaali (Estonia)
- Hố va chạm Karakul (Tajikistan)
- Hố va chạm Lonar (Ấn Độ)
- Hố va chạm Manicouagan (Quebec, Canada)
- Hố va chạm Manson (Iowa, Hoa Kỳ)
- Hố va chạm Mistastin (Labrador, Canada)
- Nördlinger Ries (Đức)
- Hố va chạm Pingualuit (Quebec, Canada)
- Hố va chạm Popigai, (Xibia, Nga)
- Hố va chạm Shoemaker (Tây Úc, Úc)
- Siljan Ring (Thụy Điển)
- Bồn Sudbury (Ontario, Canada)
- Hố va chạm Vredefort (Nam Phi)
- Hố va chạm Wolfe Creek (Tây Úc, Úc)

Xem thêm Earth Impact Database  trang web với hơn 170 hố va chạm trên Trái Đất đã được nhận dạng.

### Trên các hành tinh khác

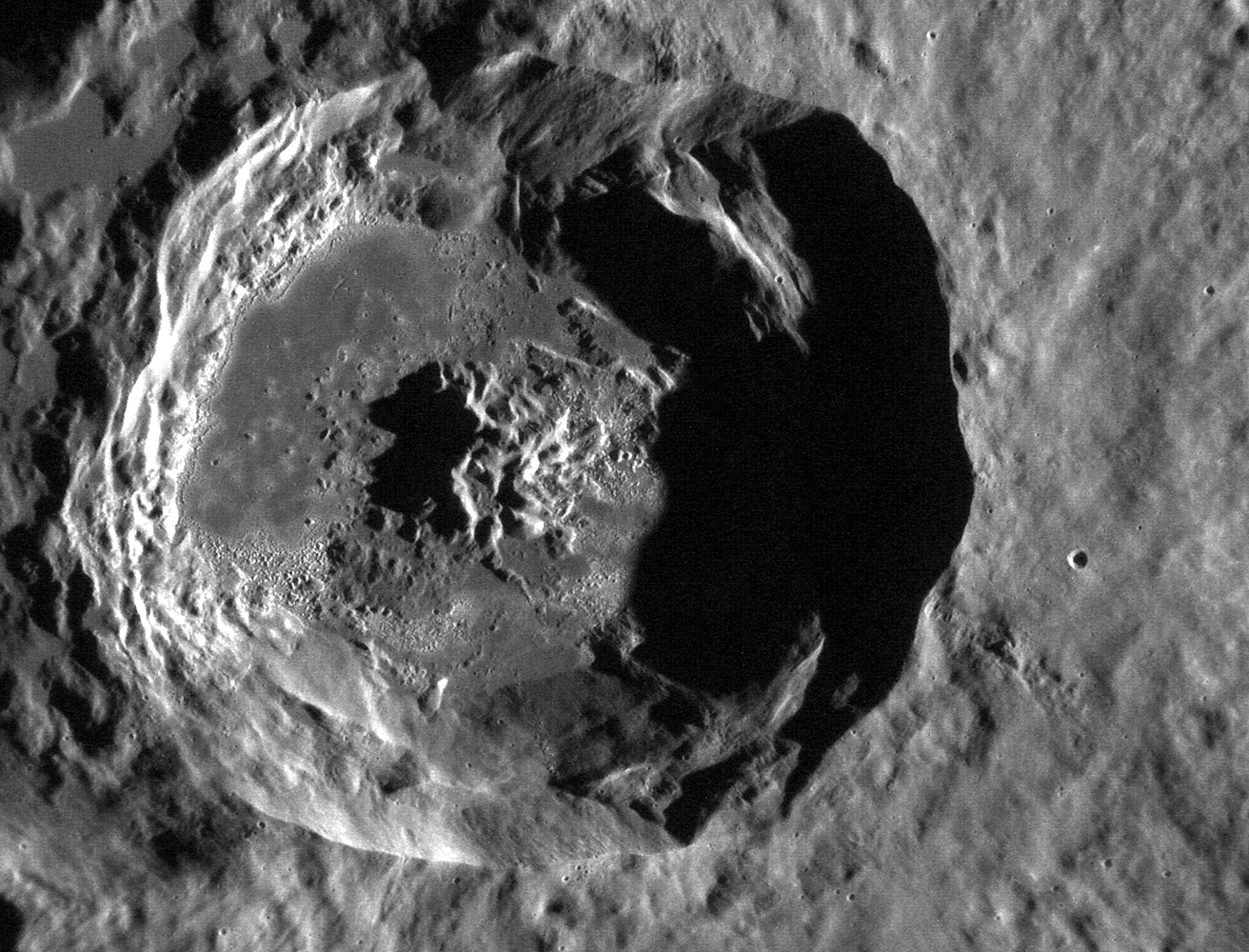
Hố không tên ở Bồn Caloris, MESSENGER chụp năm 2011.

- Mare Orientale (Mặt Trăng)
- Cực Nam - Bồn Aitken (Mặt Trăng)
- Bồn Caloris (Sao Thủy)
- Hố va chạm Petrarch (Sao Thủy)
- Bồn Skinakas (Sao Thủy)
- Bồn Hellas (Sao Hỏa)
- Hố va chạm Herschel (Mimas)
- Tycho Brahe (hố Sao Hỏa)

### Các hố va chạm lớn nhất trong Hệ Mặt Trời

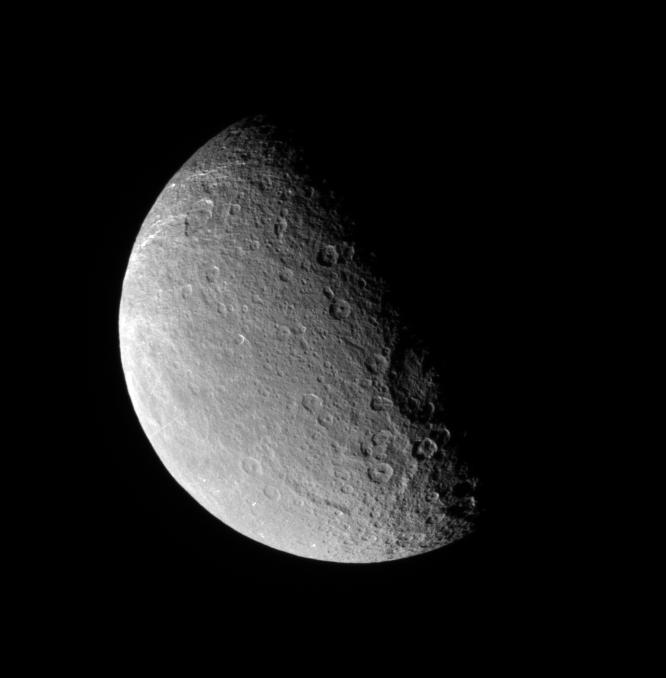
Miệng hố va chạm Tirawa trên vệ tinh Rhea, phía dưới bên phải.

1. Bồn North Polar/Bồn Borealis (tranh cãi) - Sao Hỏa - Đường kính: 10,600 km
2. South Pole-Aitken basin - Mặt Trăng - Đường kính: 2,500 km
3. Bồn Hellas - Sao Hỏa - Đường kính: 2,100 km
4. Bồn Caloris - Sao Thủy - Đường kính: 1,550 km
5. Bồn Imbrium - Mặt Trăng - Đường kính: 1,100 km
6. Isidis Planitia - Sao Hỏa - Đường kính: 1,100 km
7. Mare Tranquilitatis - Mặt Trăng - Đường kính: 870 km
8. Argyre Planitia - Sao Hỏa - Đường kính: 800 km
9. Rembrandt – Sao Thủy – Đường kính: 715 km
10. Mare Serenitatis - Mặt Trăng - Đường kính: 700 km
11. Mare Nubium - Mặt Trăng - Đường kính: 700 km
12. Beethoven - Sao Thủy - Đường kính: 625 km
13. Valhalla - Callisto - Đường kính: 600 km, với vành đai là 4,000 km
14. Hertzsprung - Mặt Trăng - Đường kính: 590 km
15. Turgis - Iapetus - Đường kính: 580 km
16. Apollo - Mặt Trăng - Đường kính: 540 km
17. Engelier - Iapetus - Đường kính: 504 km
18. Mamaldi - Rhea - Đường kính: 480 km
19. Huygens - Sao Hỏa - Đường kính: 470 km
20. Schiaparelli - Sao Hỏa - Đường kính: 470 km
21. Rheasilvia - 4 Vesta - Đường kính: 460 km
22. Gerin - Iapetus - Đường kính: 445 km
23. Odysseus - Tethys - Đường kính: 445 km
24. Korolev - Mặt Trăng - Đường kính: 430 km
25. Falsaron - Iapetus - Đường kính: 424 km
26. Dostoevskij - Sao Thủy - Đường kính: 400 km
27. Menrva - Titan - Đường kính: 392 km
28. Tolstoj - Sao Thủy - Đường kính: 390 km
29. Goethe - Sao Thủy - Đường kính: 380 km
30. Malprimis - Iapetus - Đường kính: 377 km
31. Tirawa - Rhea - Đường kính: 360 km
32. Mare Orientale - Mặt Trăng - Đường kính: 350 km, với vành đai là 930 km
33. Evander - Dione - Đường kính: 350 km
34. Epigeus - Ganymede - Đường kính: 343 km
35. Gertrude - Titania - Đường kính: 326 km
36. Telemus - Tethys - Đường kính: 320 km
37. Asgard - Callisto - Đường kính: 300 km, với vành đai là 1,400 km
38. Hố va chạm Vredefort - Trái Đất - Đường kính: 300 km
39. Powehiwehi - Rhea - Đường kính: 271 km
40. Mead - Sao Kim - Đường kính: 270 km